# مر د نومز
«مر د نومز» آلبومی از گروه موسیقی آلترناتیو راک آ پرفکت سرکل است.